# Sigismund I. von Volkersdorf
Sigismund I. von Volkersdorf (* um 1395; † 3. November 1461) war von 1452 bis zu seinem Tode Erzbischof von Salzburg.

## Leben und Wirken
Der Erzbischof entstammte einem alten Geschlecht der Herren von Gleink-Volkenstorf. Er wurde als Sohn des Georg von Volkersdorf und seiner Frau Agnes von Polheim um 1395 geboren und wurde 1424 Domherr von Salzburg. Nachdem er vorher schon Spitalmeister war, wurde er 1429 Dompropst und 1452 zum Erzbischof ernannt. 1454 flüchtete er mit den Stadtvätern vor der Pest nach Hallein.
Er wurde als Wohltäter der Armen gerühmt und zeichnete sich durch untadelige Lebensführung, Demut und vorzügliche Kenntnisse der Theologie aus. Der sehr fähige Diplomat war auch ein umsichtiger Landesherr. Er konnte bedeutende Erfolge in der Beschränkung auf das Wesentliche und Mögliche erreichen. Besondere Sorgfalt hatte Sigismund für den Bergbau. Er erließ dabei 1459 die Ramingsteiner Bergordnung. Die Missstände im Pfarrklerus nahmen während seiner Regierung allmählich zu, wurden aber nach Kräften erfolgreich bekämpft.
Durch die Ausgabe von minderwertigen Münzen war es im deutschen Reich während seiner Regierungszeit zu einer chaotischen Münzkrise gekommen (Höhepunkt: 1459), die verbunden war mit einer gewaltigen Teuerungswelle und mit schweren Belastungen sowie wirtschaftlichen Einbußen für das Erzstift.
In seine Regierungszeit fällt auch die Einnahme der Stadt Konstantinopel durch die Türken. Sie hat nicht zuletzt auch beim Erzbischof breites Entsetzen hervorgerufen. Viele Briefe zeugen von der Bedeutung, die diesem Ereignis schon damals zu Recht beigemessen wurde.
Der Erzbischof wurde während eines Essens am 3. November 1461 vom Schlag getroffen.